# Tingena armigerella
Tingena armigerella là một loài bướm đêm thuộc họ Oecophoridae. Nó là loài bản địa của New Zealand.
Larvae have been được tìm thấy ở plant litter.

## Hình ảnh

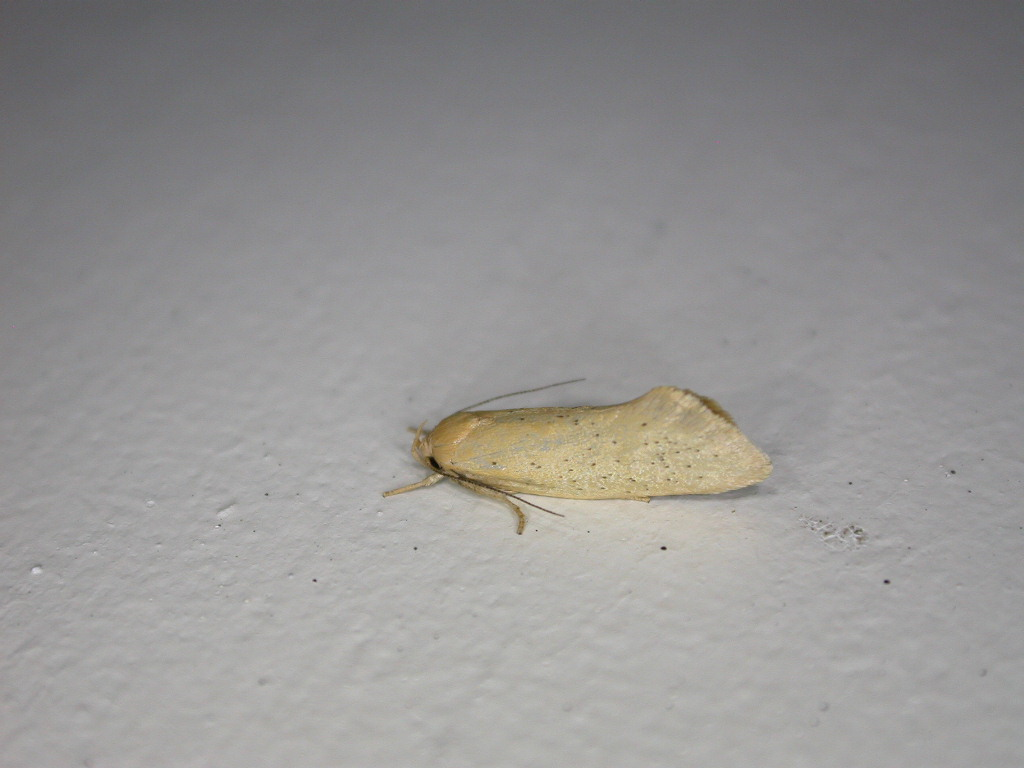